# Antoni Franciszek Dramiński
Antoni Franciszek Dramiński herbu Suchekomnaty (zm. przed 19 listopada 1718 roku) – stolnik bełski w 1711 roku, skarbnik bełski w latach 1706–1711.
Jako poseł województwa bełskiego był uczestnikiem Walnej Rady Warszawskiej 1710 roku.